# Tellerstruktur

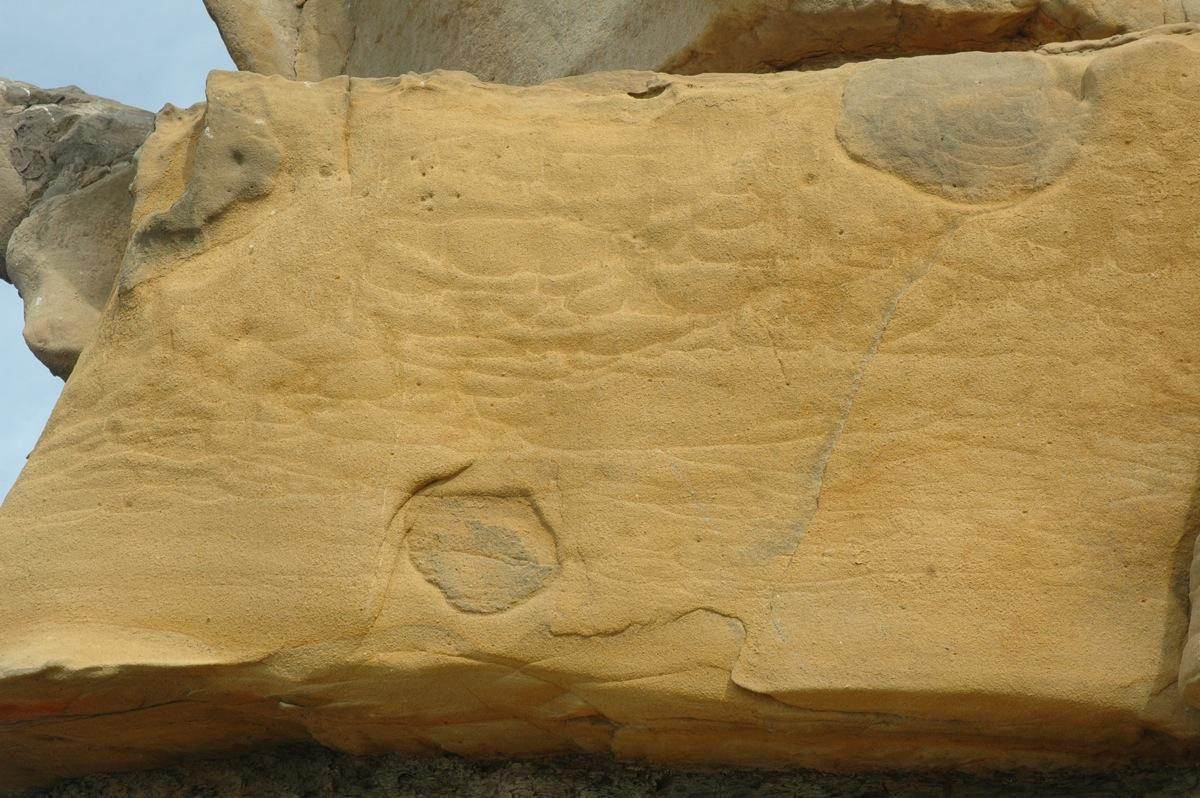
Tellerstruktur in feinkörnigem Sandstein aus Nordkalifornien

Eine Tellerstruktur ist eine sekundäre Sedimentstruktur, die durch Verflüssigung oder Fluidisierung im unverfestigten Sediment verursacht wird.

## Begriffsklärung
Die Tellerstruktur (englisch dish structure), manchmal auch als Teller- und Pfeilerstruktur bezeichnet, wurde aufgrund ihrer tellerförmigen Ausbildung nach dem Haushaltsgegenstand benannt.

## Erforschungsgeschichte
Die Tellerstruktur wurde 1961 zum ersten Mal von Crook wissenschaftlich beschrieben, der sie damals aber noch als discontinuous curved lamination (diskontinuierlich gebogene Lagerung) bezeichnet hatte. Der eigentliche Begriff wurde zum ersten Mal im Jahr 1967 von Stauffer und von Wentworth benutzt. Umfassende Studien über die Tellerstruktur gehen auf Lowe und LoPiccolo im Jahr 1974 sowie auf Lowe im Jahr 1975 zurück.

## Beschreibung der Struktur

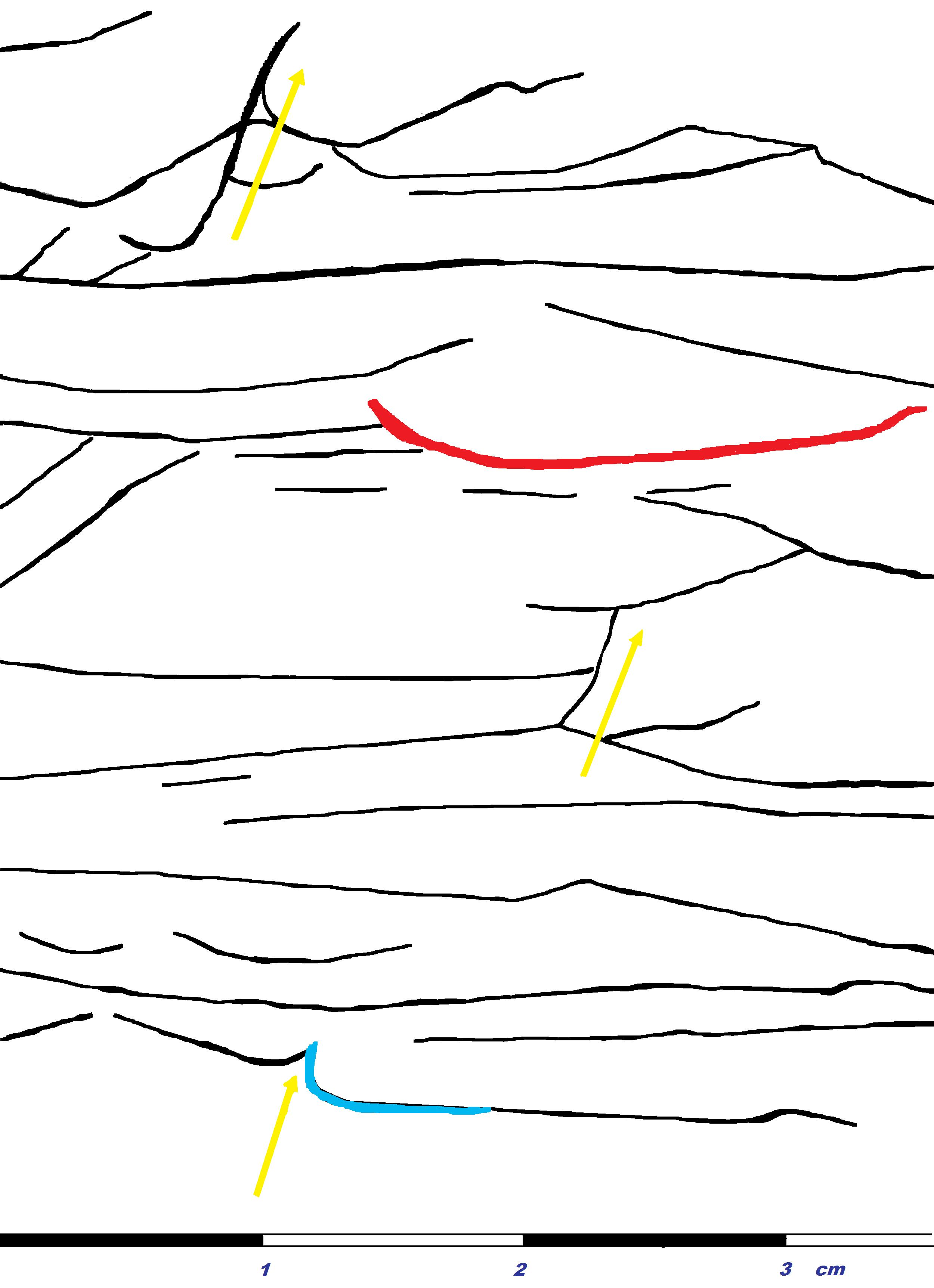
Skizzierte Tellerstruktur aus der Jackfork-Gruppe. Nahezu perfekter Teller in Rot. Gelbe Pfeile markieren den entweichenden Porenwasserstrom. In Blau der vom Wasserstrom verbogene Tellerrand

Die mehr oder weniger horizontal liegende Tellerstruktur besteht aus zwei Teilen: dem eigentlichen Teller sowie seinem Sedimentinhalt, der bis zum nächsthöherliegenden Teller hinauf reicht. Die den Teller markierende Grenzschicht kann verschiedene Formen annehmen, deren Ausgestaltung von sehr flach über schüsselartig bis hin zu ausgesprochen konkav reichen kann. Die Grenzschicht besteht aus dünnen (um 2 Millimeter), dunklen Lagen, die wesentlich reicher an Ton, Schluff oder organischem Material sind als das umgebende sandige/schluffige Medium. Die einzelnen Teller sind gestaffelt angeordnet. Die Tellerbreite kann zwischen 2 und 50 Zentimeter variieren, der vertikale Abstand der Teller schwankt zwischen weniger als 1 und 8 Zentimeter. Im Grundriss gesehen wechselt die Tellerform von kreisförmig/polygonal nach elliptisch/oval. Die Grenzschicht hebt sich scharf und deutlich vom umgebenden Sediment ab, in höheren Bereichen werden die Übergänge jedoch fließend.
Gewöhnlich werden die Teller durch vertikale, massive Sandstreifen, den sogenannten Pfeilern, voneinander getrennt. Die Pfeilerstrukturen können relativ klein sein (Pfeiler vom A-Typus) oder aber recht groß und durchgehend ausfallen (Pfeiler vom B-Typus), sie deuten dann und einen erhöhten Wasserstrom an.
Innerhalb einer einzelnen Sedimentlage lässt sich oft beobachten, wie die Tellerrundung bei gleichzeitiger Breitenreduzierung nach oben hin zunimmt.

## Vorkommen

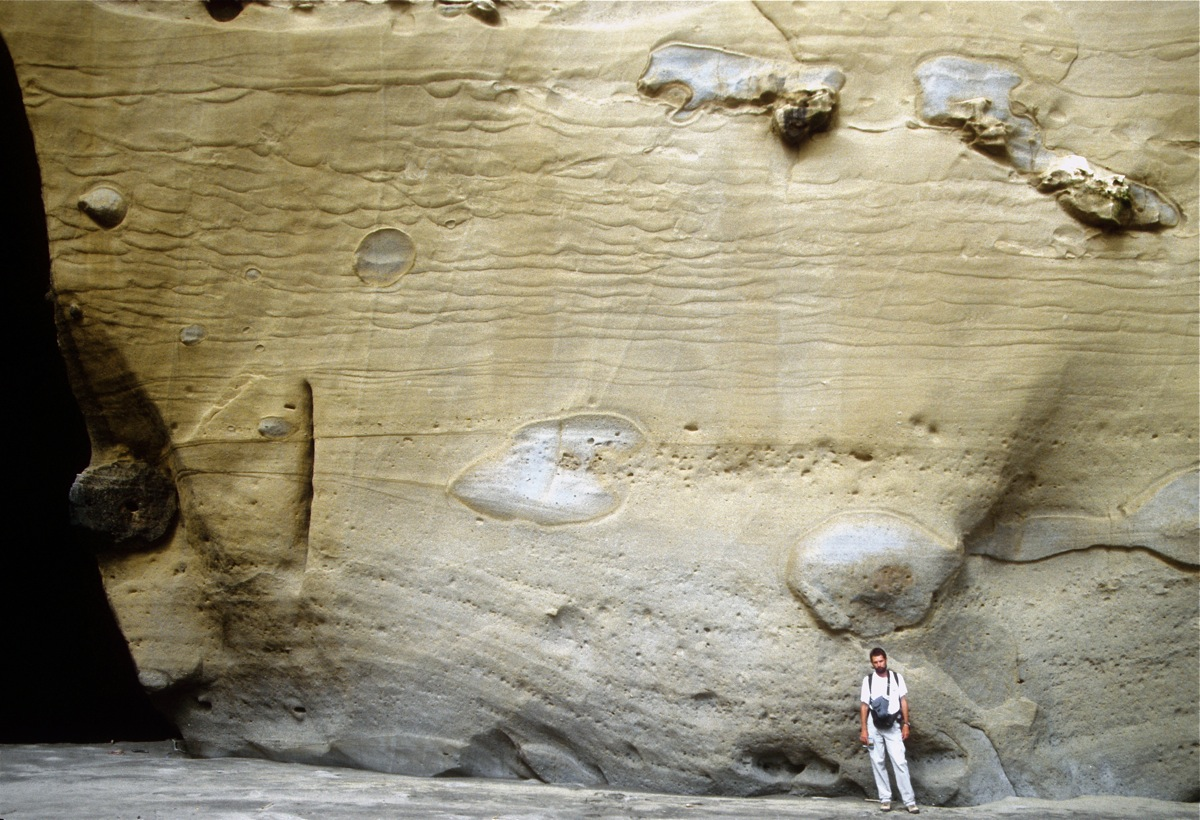
Riesige Tellerstrukturen in der Nähe von Talara, Peru

Tellerstrukturen können in weit aushaltenden Lagen auftreten, sie sind aber insgesamt gesehen nicht allzu häufig und meist nur undeutlich ausgebildet. Ihr Medium ist gewöhnlich grober Schluff, die Strukturen können aber auch in allen Sandarten vorkommen. In Tonen und in Kiesen werden sie jedoch nie angetroffen. Sedimentlagen mit Tellerstrukturen sind normal gradiert.
Faziesräume, in denen Tellerstrukturen zur Ausbildung kommen, sind vorwiegend die Tiefsee, insbesondere der untere Kontinentalhang. Die Strukturen finden sich in grobkörnigen Turbiditen und in assoziierten, hochkonzentrierten Massentransporten (engl. grain flows, fluidized flows & liquefied flows). Aber auch in flachmarinen, fluviatilen und lakustrinen Environments treten Tellerstrukturen gelegentlich auf, in Deltasedimenten wurden sie ebenfalls beobachtet. Eine Besonderheit stellen im marinen Milieu abgelagerte vulkanische Aschenlagen dar, die entweder selbst Tellerstrukturen aufweisen oder sie im unterliegenden Sediment induzieren können.
Innerhalb der Turbidite beschränken sich Tellerstrukturen meist auf die Lage Bouma C, können jedoch gelegentlich auch schon in Bouma B zu sehen sein.
Gute Beispiele für Tellerstrukturen kommen aus der Jackfork-Gruppe in Oklahoma, aus Turbiditen des Ordoviziums bei Cardigan in Wales, aus Tiefseefächern bei San Sebastian in Spanien und aus der Cerro Torro-Formation in Chile. Enorm große Tellerstrukturen finden sich bei Talara im nördlichen Peru.

## Entstehung
Noch bis 1974 wurden Tellerstrukturen als primäre Sedimentstrukturen angesehen. Ihre Entstehung wurde entweder mit mechanischen Gegebenheiten des Sedimenttransports oder mit den Ablagerungsbedingungen in hochkonzentrierten
Massentransporten in Verbindung gebracht. Lowe und LoPiccolo erkannten als erste die sekundäre Natur dieser Sedimentstrukturen, die sich unmittelbar nach der Ablagerung bilden. Die sekundäre Natur der Strukturen beruht hierbei im Wesentlichen auf der Entwässerung von wassergesättigten und noch nicht verfestigten, rasch abgelagerten Sedimentlagen.
Dass sich Tellerstrukturen nach ihrer Ablagerung gebildet haben, kann gelegentlich auch an abgeschnittenen oder versetzten primären Sedimentstrukturen (wie beispielsweise Konvolutlagerung) beobachtet werden.
Der aufgrund des Überdrucks einsetzende Entwässerungsprozess im frisch abgelagerten Sediment wird wegen der angereicherten Tonfraktion von weniger durchlässigen Lagen behindert. Der normalerweise aufwärts strebende Porenwasserstrom wird folglich gezwungen, solange seitwärts auszuweichen, bis sich eine erneute Aufstiegsmöglichkeit bietet. Dieser seitlich gerichtete Wasserstrom bewirkt eine Dichtesortierung im durchströmten Sediment – kleine Korngrößen wie Tone werden zwar anfangs noch mitbewegt, bleiben aber dann zurück und lagern sich (bedingt durch ihre elektrostatischen Eigenschaften) letztendlich an den Permeabilitätsschranken an, welche schließlich die tonreichen Grenzschichten der Tellerstrukturen bilden. An den Entweichstellen des Porenwassers werden die Tellerränder nach oben gebogen. Geschieht das Entweichen des Porenwassers auf jähe, kraftvolle Weise, so wird der Sand fluidisiert und mitgerissen; die Tonlagen werden zerteilt und es entstehen Entwässerungskanäle – die Pfeiler. Eine Abwandlung stellen zylindrische Pfeiler dar (Entwässerungszylinder), die einen Durchmesser bis zu 10 Zentimeter und eine Länge von 23 Zentimeter erreichen können. In dicken Sandsteinbänken von Turbiditen nimmt die Pfeilerlänge generell gegen das Hangende hin zu. Die Bank schließt dann gewöhnlich mit Konvolutlagerung (engl. convolute bedding) ab.

## Bedeutung
Tellerstrukturen sind gute Indikatoren der Hangendrichtung des jeweiligen Sediments.